# 西姆斯伯里森特 (康乃狄克州)
西姆斯伯里森特（英語：Simsbury Center）是位於美國康乃狄克州哈特福縣的一個人口普查指定地區。

## 地理
西姆斯伯里森特的座標為41°52′13″N 72°48′16″W / 41.87028°N 72.80444°W，而該地最高點為海拔高度56米（即185英尺）。

## 人口
根據2010年美國人口普查的數據，西姆斯伯里森特的面積為11.80平方千米，當中陸地面積為11.80平方千米，而水域面積為0.00平方千米。當地共有人口5836人，而人口密度為每平方千米494人。